# Llista de personatges de Super Mario

Els personatges principals de la saga Mario. (esquerra a dreta): Wario, Donkey Kong, Luigi, Peach, Mario, Toad, Daisy, Bowser, Yoshi, Boo i Waluigi.

Això és una llista dels personatges protagonistes i antagonistes de la saga de videojocs Mario.

## Herois i aliats

### Mario
És el personatge principal de Nintendo. El seu nom anterior era "Jumpman". Va aparèixer per primera vegada en el joc Donkey Kong (1981). Té un pantaló de peto blau, guants blancs, una camisa vermella de màniga llarga, una gorra vermella i una lletra "M" vermella escrita al mig en un cercle blanc al voltant. El seu anterior amor era una noia anomenada Pauline, qui era segrestada per Donkey Kong. Ara el seu amor és la Princesa Peach, qui és l'actual damisel·la en perill (perquè és capturada per Bowser), però Mario sempre l'aconsegueix vèncer i rescata la princesa.
Altres personatges relacionats són el Baby Mario.

### Luigi
Luigi és el germà menor de Mario, la seva primera aparició va ser en el joc Mario Bros. (1983). La seva vestimenta és similar a la del seu germà, amb la diferència que la seva camisa i gorra són verdes, la seva gorra té una lletra "L" de color verd. Es diu que és tímid i covard, però en alguns jocs demostra que té valentia suficient. En Luigi's Mansion per la GameCube ha de rescatar al seu germà major Mario d'una mansió embruixada plagada de fantasmes, Luigi va haver d'enfrontar-se als seus temors per rescatar al seu germà, i des de llavors sempre se li ha identificat a Luigi amb "la seva" mansió.

### Peach
La Princesa Peach (coneguda anteriorment com a Princesa Toadstool) és la princesa del Regne Xampinyó. Va aparèixer per primera vegada en el joc Super Mario Bros. (1985) com la damisela en dificultats. Té el cabell ros i usa un vestit color rosa. Es diu que ella i Mario són parella. Ha estat segrestada per Bowser en nombroses ocasions, sent sempre rescatada per Mario. L'any 2005 es van canviar rols per ser ella qui rescat a Mario en Super Princess Peach per a la consola portàtil Nintendo DS, joc on ella és la protagonista. Una altra aparició en els videojocs ha estat en New Super Mario Bros. O sent en aquest joc segrestada per Bowser al seu propi castell. En Super Mario Bros. 2 i Super Mario 3D World, no és segrestada per Bowser i, per tant, apareix com a personatge jugable.

### Toad
Toad és un petit humanoide amb el cap en forma de xampinyó. Va aparèixer per primera vegada en Super Mario Bros (1985), en aquest joc, quan Mario el rescatava, Toad deia: Thank you Mario! But our princess is in another castle –en català: «Gràcies Mario, però la nostra princesa és en un altre castell.»– A Super Mario Bros. 2 va aparèixer com a personatge jugable, juntament amb Mario, Luigi i Peach, en aquest joc Toad destacava per la seva bona velocitat, encara que el seu salt deixava molt a desitjar. Des de llavors, Toad ha aparegut en diversos jocs, com Super Mario Bros. 3, Super Mario 64, Super Mario Sunshine, Super Mario 3D World, etcètera.

### Yoshi
El millor amic de Mario és un dinosaure petit anomenat Yoshi. Va aparèixer per primera vegada en el joc Super Mario World (1990), encara que en la línia del temps fictícia de la sèrie, seria en Super Mario World 2: Yoshi's Island (1995) la primera vegada que Mario i Yoshi es coneixen, ajudant tant a ell com al seu germà Luigi a arribar al costat dels seus pares. En general és de color verd, però també han aparegut Yoshis d'altres colors.
Oficialment va aparèixer en la consola NES en el joc Yoshi. En els últims anys s'ha tornat bastant popular, apareixent com a personatge jugable en els jocs esportius de Mario, també en la sèrie Mario Party i en la sèrie Mario Kart. Sens dubte Yoshi és un aliat essencial, ja que ha rescatat alguna vegada al Mario adult. En el joc Super Mario 64 li dona 100 vides a Mario quan aconsegueix les 120 estrelles (Per trobar-ho, el jugador ha d'usar el canó als afores del castell que s'activa amb les 120 estrelles, i ha de ser disparat cap al sostre del castell). El seu vocabulari es redueix solament a "Yoshi" (com en Pokémon). A New Super Mario Bros. Wii surt dels blocs «?» com a Super Mario World i pot empassar-se als enemics, però perd l'habilitat de tenir poders en ingerir una closca Koopa Troopa. En el videojoc Super Mario Galaxy 2 també es pot muntar sobre en Yoshi i fer el gir a més que adquireix uns poders temporals si ingereix uns tipus de fruites.

### Donkey Kong
El primer enemic de Mario va ser Donkey Kong, un goril·la que segresta a la seva núvia Pauline, però després en anys després es fan amics. Donkey Kong va aparèixer per primera vegada en el joc del mateix nom. En aquest joc, Mario havia de saltar els barrils que el goril·la llançava i pujar escales per arribar a la part superior de la pantalla on es trobaven tots dos. Tots pensaven que Donkey Kong era qui segrestava a Pauline en aquest joc, però posteriorment Rare va aclarir que en realitat aquest era Cranky Kong i Donkey Kong el seu fill, qui ho salvava en el joc Donkey Kong Jr.. Des de llavors, ell apareix en molts jocs spin-off de Mario, com la sèrie Mario Kart, la sèrie Mario Party, etcètera. És el protagonista en jocs com Donkey Kong Country i Donkey Kong 64. També apareix en Mario vs. Donkey Kong, Mario vs. Donkey Kong 2: March of the Minis i Mario vs. Donkey Kong 3: Minis March Again com l'antagonista principal. A pesar que Donkey Kong va ser el primer enemic de Mario, actualment a Bowser se'l considera més com el seu pitjor enemic.

### Daisy
Daisy és la millor amiga de Peach i la princesa de Sarasaland, la seva primera aparició va ser en el joc Super Mario Land (1989), com la damisel·la en perill, on és segrestada per un extraterrestre anomenat Tatanga i després Mario la rescata. Daisy té els cabells castany clar i fa servir un vestit color groc. Apareix també en diversos jocs com a personatge controlable, com la sèrie Mario Party (des de Mario Party 3), la sèrie Mario Kart (des de Mario Kart: Double Dash!!), entre d'altres. Es diu que Daisy i Luigi són parella, per la qual cosa es dedueix que tots dos tenen una relació amorosa, igual que Mario i Peach.

### Rosalina/Estela
És un personatge femení que va aparèixer per primera vegada en Super Mario Galaxy (2007) com la reina dels Centelleigs, encara que el conte de Rosalina la relata com la seva mare. Usa un vestit color cian i la seva aparença física és molt similar a la de la princesa Peach, solament que Rosalina té el cabell ros platinat, amb el serrell cap a un costat i llis. Té una vareta màgica, la qual permet que ella realitzi poders més enllà de l'espai. Comunament, és molt tècnica, però de bon cor, amb una percepció pràctica per a les coses. És la mare de tots els centelleigs i a més també apareix en Mario Kart Wii com a personatge jugable secret, en aquest joc l'acompanya un centelleig. Rosalina també apareix en Super Mario Galaxy 2, però solament després d'aconseguir l'última maxiestrella, ja que l'Esquerda Galàctica de Bowser s'estava menjant el Planetarium del cometa, també apareix després d'aconseguir tots els estels donant-te les gràcies. També apareix en Super Smash Bros. Ultimate com a personatge jugable. En la versió en anglès i hispanoamericana se'l coneix com a "Rosalina", en la versió japonesa se'l coneix com a "Rosetta" (ロゼッタ) i a Espanya se'l coneix com a "Estela".

### Birdo
És una espècie de dinosaure antropomorf color rosa amb un llaç vermell en el seu cap que apareix com a enemiga en els primers jocs de Mario. És gairebé tan popular com Yoshi. La seva primera aparició va ser en Super Mario Bros. 2 (1988) com a enemiga i des de llavors s'ha tornat molt popular i ha aparegut en diversos jocs com Mario Tennis, Mario Superstar Baseball, Mario Super Sluggers, Mario Party 8, etcètera. El seu vocabulari (com Yoshi) es redueix al seu nom "Birdo". Es diu que Birdo i Yoshi són parella, igual que Mario i Peach. Des que Birdo es va fer popular en la majoria de jocs ha acompanyat a Yoshi, com en Mario Kart: Double Dash!!. També és amiga de Daisy, en Mario Tennis formaven parella. A pesar que al principi Birdo va ser una enemiga, últimament apareix més com a aliada. Al Japó és mascle, però per motius de censura, a Amèrica i Europa se'l considera com a femella.
La seva última aparició fins al moment és en Mario & Sonic at the Olympic Games Tokyo 2020 com a portera en la disciplina de futbol.

### Toadette
Toadette és una Toad femenina. Toadette té el barret rosa amb lunars blancs i dues trenes, generalment s'hi identifica com a ajudanta de Daisy, com Toad és ajudant de Peach. És molt amiga de Toad, encara que tampoc es descarta una relació amb ell. És música i té un conservatori. La seva última aparició fins al moment és en Mario & Sonic at the Olympic Games Tokyo 2020 com a personatge controlable en la disciplina de 110 m barra.
Toadette realitza la seva primera aparició per a Nintendo GameCube l'any 2003 al joc Mario Kart: Double Dash!! com a personatge secret, essent la companya de Toad. Després apareix a Paper Mario: The Thousand-Year Door com a personatge no jugable, explicant-li a Mario com emprar les eines de martell i botes. Apareix novament a Mario Party 6 com a personatge jugable secret i a Mario Party 7 és un personatge jugable des d'un principi. Ella també apareix a Dance Dance Revolution: Mario Mix, però com a personatge no jugable. També va aparèixer a Mario Superstar Baseball com a personatge secret de l'equip de Peach, considerant-se com un personatge ràpid.
Per a Nintendo Wii fa la seva aparició a Mario Party 8 com a personatge jugable des del principi i a Mario Kart Wii com a personatge secret. També apareix al joc Mario Super Sluggers i fa una aparició cameig a la introducció de Super Mario Galaxy.

### Pauline
Pauline és una noia que es diu és l'antic interès amorós de Mario. Va aparèixer per primera vegada en el joc Donkey Kong (1981), com la damisel·la en perill que és segrestada pel goril·la i posteriorment és rescatada per Mario, des de llavors Pauline ha aparegut poques vegades, en jocs com Mario vs. Donkey Kong 2: March of the Minis i Mario vs. Donkey Kong 3: Minis March Again, en els quals també és segrestada pel goril·la. Quan la princesa Peach va aparèixer en Super Mario Bros., ella va reemplaçar a Pauline com l'interès amorós de Mario.

### Diddy Kong
És un mico antropomòrfic que és nebot, company i millor amic de Donkey Kong, i apareix a les franquícies Donkey Kong i Mario. sol anar acompanyant Donkey Kong quan aquesta amb Mario i els altres amics quan estan en missions units a enfrontar-se a enemics. Sol ser també un personatge jugable.

### Toadsworth
Toadsworth (conegut com a Mestre Kinopio i Savi Toadsworth o Mestre Fong en català) és un Toad ancià i l'encarregat de cuidar a la princesa Peach des que ella era un bebè. La seva primera aparició va ser en Super Mario Sunshine (2002), com a personatge secundari, però va tornar a aparèixer en jocs com Mario & Luigi: Partners in Time, en Mario Superstar Baseball com a personatge jugable, en Mario & Luigi: Bowser's Inside Story i més recentment en Mario & Luigi: Dream Team.

### Centelleigs
Els Centelleigs (coneguts com a Lumas en anglès) són éssers amb forma d'estel que habiten en tot l'univers, els encanten els trossos d'estel i algun dia es convertiran en un planeta, estel, i molt pocs, en estels. Van aparèixer per primera vegada en Super Mario Galaxy (2007), també apareixen en Super Mario Galaxy 2 (2010).

### Nebu
És el centelleig més confiable d'Estela, és un centelleig major color negre (aparentment l'únic), el qual et mostra el mapa del Planetarium i la llista d'estels.

### Geno
En Super Mario RPG: Legend of the Seven Stars (1996), juga juntament amb Mario per combatre a Smithy, nascut d'una dels 7 estels que cau en el ninot d'un nen del món de Mario, est, l'estel dins, es denomina el guardià dels 7 estels. Geno té poders d'energia (o màgia), que provenen de l'estel que li va donar vida i aquesta és la seva única aparició en un joc així, com un personatge anomenat Mallow (sense explicar que apareix en un minijoc de la saga Mario & Luigi).

### Príncep Duermeberto
És el príncep de l'illa coixí en Mario & Luigi: Dream Team (2013). Va ser el primer coixí després de més de 1.000 anys. el seu major enemic és el comte malson. Coneix (gairebé) tota l'illa segons el. Es pot veure en món dels somnis ell té forma de coixí (solament quan ell és el coixí) però al món real té cos.

### Professor E. Gadd
El professor Elvin Gadd és un professor que realitza diversos invents per ajudar a Mario i els seus amics. Va aparèixer per primera vegada en Luigi's Mansion (2001), on va inventar una aspiradora anomenada "Succionaents 3000" (en anglès "Poltergust 3000") perquè Luigi pogués succionar i capturar als fantasmes. Va ser esmentat en Super Mario Sunshine com l'inventor de A.C.O.A. de C., una motxilla que tenia un filtre amb la qual podia parlar i llançar dolls d'aigua. El professor va reaparèixer en Mario & Luigi: Superstar Saga com a amo d'un Cafè en el Regne Mongeta i a Mario & Luigi: Partners in Time com a inventor del palau del Regne Xampinyó. També va aparèixer en Luigi's Mansion: Dark Moon, creant la ''Aspirants 5000''. La seva última aparició ha estat en Luigi's Mansion 3.

### Pianta
Els Pianta (coneguts com a Forestanos a Espanya) són uns personatges semblants a una persona que van aparèixer per primera vegada en Super Mario Sunshine (2002) com a habitants d'Illa Delfino. Cada Pianta té pell de diferent color, usen un tutú fet de fulles, en el seu cap tenen una palmera petita, la qual els proporciona refugi de la forta calor del sol, els encanta el menjar i ballar. En aquest mateix joc, alguns Pianta llancen a Mario perquè ell pugui arribar a llocs llunyans. Aquests personatges també apareixen com a espectadors en jocs com Mario Kart: Double Dash!!, Mario Power Tennis, Super Mario Strikers i Mario Kart Wii. En Super Mario Galaxy 2, apareixen els Pianta en la Galàxia Arenas Blanques. En Mario Superstar Baseball i Mario Super Sluggers apareixen com a personatges jugables.

### Noki
Els Noki (coneguts com a Calisoles a Espanya) són unes criatures petites amb petxines que van aparèixer per primera vegada en Super Mario Sunshine (2002) com a habitants d'Illa Delfino, al costat dels Pianta. Són personatges relaxats, però també molt tímids. En jocs com Mario Kart: Double Dash!!, Mario Power Tennis, Super Mario Strikers i Mario Strikers Charged apareixen com a espectadors. En els jocs Mario Superstar Baseball i Mario Super Sluggers apareixen com a personatges jugables.

### Destrella
Destrella és un centelleig morat que apareix en Super Mario Galaxy 2, antic capità de l'Astronau Mario. A simple vista, sembla un centelleig golut, però no és així, a diferència d'ells, Destrella té uns pantalons de rombes blaus i en el seu cap té un puntet, i a més no carrega amb si trossos d'estel, monedes, daus o vida/energia com els centelleigs goluts. És especialista en astronaus i viatja pel cosmos, ell i Estela es van conèixer fa molt.

### Centelleig Mestre
Aquest centelleig, que apareix en Super Mario Galaxy i Super Mario Galaxy 2, és capaç de donar-li a Mario un poder estel·lar misteriós que ho ajudarà a explorar el cosmos, el gir, que vaig poder ser combinat amb qualsevol salt per anar una mica més lluny.
A Super Mario Galaxy 2, es relata que és un mestre jove, únic capaç de fer el gir. Al final d'aquest, es veu que el centelleig s'emporta la gorra de Mario.

### Molonio (Bananacho)
Ell és l'únic mico de la galàxia, i sempre està disposat a convidar-te a nous reptes. Sempre porta posats les seves lents de sol i té un ble de pèl groc en el cap.
Els seus reptes són: trepitjades a munts, camina als inflons i bitlles fora. Apareix en Super Mario Galaxy 2.

### Goombario
Goombario (クリオ Kurio) és el primer company de Mario en el videojoc Paper Mario para Nintendo 64. Quan Mario és derrotat per Bowser i cau en Poble Goomba, la germana de Goombario ho troba. La família decideix deixar-ho descansar en la posada que hi ha al costat de la seva casa. Després d'una aventura amb Goombaavi, est suggereix que Goombario podria unir-se a Mario en la seva aventura. Mario accepta i Goombario s'uneix a ell. Goombario pot descriure als personatges i enemics del joc, així com les zones en les quals Mario es troba.

### Altres aliats
Els altres aliats de Mario són:
- Imajin, el cosí de Toad
- Mama, la mama de Mico
- Lina, la germana de Mico
- Papa, el gros germà de Toad
- Darma i Gertrudis, els nebots de Mico
- Junior i els seus pares
- Regna Setakhamen (Queen Mushroomkhamen)
- Príncep Setakhamen (Prince Mushroomkhamen)
- Regna Abella
- Toadbert
- Toad Dolent
- Skeleton Toad
- Windbag
- Wanda
- Carter Toad Taronja
- Toad Taronja
- Toad Cian
- Toad Magenta
- Toad Verd
- Toad Groc
- Toad Blau
- Toad Indi
- Toad Verd Llima
- Toad Rosa
- Toad Espígol
- Bebè Toad
- Toad Flame (Foc Toad)
- Toad Marró
- Toad Blanc
- Poochy
- Doctor Toad
- Doctor Mario
- Pingüí
- Penguru
- Tuxie i la seva Mama
- Entrenador
- Pingüí Corredor
- Goombaria
- Goombella
- Cheepy
- Mama de Cheepy
- Tro Birdo
- Birdo
- Birdo vermell
- Birdo verd
- Birdo gris
- Robirdo
- Yoshi Kid
- Bebè Yoshi
- Dofí
- Kritter
- Klaptrap
- Koopa, el ràpid
- Kooper
- Parakarry
- Lakilester
- Lady Bow
- Sushie
- Watt
- Bombette
- Almirall Bobbery
- Koops
- Koopley
- Merlón
- Bibiana
- Claudia
- Lupita
- Lakilulu
- Reis que van aparèixer a Super Mario Bros. 3

## Antagonistes i rivals

### Bowser
L'archienemigo de Mario és Bowser, també conegut com a Rei Koopa, l'antagonista principal de la gran majoria dels jocs de Mario. Va aparèixer per primera vegada en Super Mario Bros. (1985). Bowser és un ésser maligne, brutal i despietat que ha segrestat a la princesa Peach i tractat de conquistar el Regno Xampinyó diverses vegades, però Mario sempre ho ha derrotat. Malgrat això, algunes vegades Mario i Bowser han unit forces per combatre a una amenaça major, un exemple d'això últim és en Super Paper Mario, Super Mario RPG: Legend of the Seven Stars, Mario & Luigi: Superstar Saga i Mario & Luigi: Bowser's Inside Story.
La seva última aparició fins al moment és en Mario & Sonic at the Olympic Games Tokyo 2020 com personatge jugable.

### Koopalings
Són set esbirros de Bowser, fidels a les ordres del seu líder. Van aparèixer per primera vegada en Super Mario Bros. 3, cadascun com a cap dels castells dels primers set mons, des de llavors també apareixen com a vilans en Super Mario World, Mario Is Missing!, Hotel Mario, Mario & Luigi: Superstar Saga, New Super Mario Bros. Wii, New Super Mario Bros. 2 i New Super Mario Bros. U; sent els seus noms:
- Ludwig von Koopa
- Roy Koopa
- Lemmy Koopa
- Larry Koopa
- Wendy O. Koopa
- Iggy Koopa
- Morton Koopa Jr.

### Bowser Jr.
Bowser Jr. (conegut com a Bowsy a Espanya), és el fill de Bowser. La seva primera aparició va ser en Super Mario Sunshine (2002) com el vilà principal que va robar un pinzell màgic del Professor I. Gadd i amb el qual es va disfressar com un doppelgänger de Mario conegut com a Mario Fosc i segresta a la Princesa Peach. S'assembla al seu pare físicament quan ell era bebè, qui apareix com a cap final de Super Mario World 2: Yoshi's Island. Bowser Jr. també apareix en Mario Kart: Double Dash!!, Mario Power Tennis, Mario Superstar Baseball, Mario Kart Wii, Mario Super Sluggers i Mario Sports Mix com a personatge jugable. En els jocs New Super Mario Bros., Super Mario Galaxy, New Super Mario Bros Wii i Super Mario Galaxy 2 apareix com a vilà. La seva última aparició fins al moment és en Mario & Sonic at the Olympic Games Tokyo 2020 com a personatge controlable.

### Shadow Mario
Shadow Mario (conegut com a Mario Fosc en espanyol) és un doppelgänger de Mario. Va aparèixer en Super Mario Sunshine per GameCube. En aquest joc, Mario, Peach, alguns Toad i Toadsworth viatgen cap a l'Illa Delfino per gaudir unes merescudes vacances. Però com és la seva sorpresa, que, gens més quan van arribar, tots els habitants acusen en Mario de contaminar i embrutar l'illa. El veritable responsable de tal catàstrofe és Shadow Mario, qui a més segresta a Peach al moment menys pensat del lampista i més tard es revela que Shadow Mario és en realitat Bowser Jr. Al final del joc, apareix una escena on "Il piantissimo" veu la brotxa màgica de Bowser Jr. en les sorres de la Platja Gelato convertint-se aparentment en el nou Shadow Mario. En Mario Golf: Toadstool Tour, Shadow Mario apareix com a personatge jugable secret. En Super Mario Galaxy, apareix com a contrincant en una carrera a la Superestrella en els nivells cometi ombra, però en aquesta ocasió no té cap relació amb Bowser Jr.

### Kamek
És una criatura que cuidava en Bowser quan era petit fins que Bowser es cansa d'ell. Kamek va aparèixer per primera vegada a Super Mario World 2: Yoshi's Island (1995) com el vilà principal del joc i des de llavors es va convertir en un personatge recurrent dels jocs de Mario. També va aparèixer en els mitjans de Comic Nintendo System ajudant encara en Bowser, i hi ha qui creu que Kamek és l'arxienemic de Yoshi, com Bowser és de Mario. També apareix com el vilà principal en Yoshi's Island DS, Yoshi's New Island i Yoshi's Woolly World i com a enemic recurrent a Mario & Luigi: Partners in Time, Mario & Luigi: Dream Team, New Super Mario Bros. Wii i New Super Mario Bros. O. Kamek també havia aparegut en Mario Party DS amb la seva Biblioteca.
La seva última aparició fins al moment és a Yoshi's Crafted World

### Dry Bowser
Dry Bowser (conegut com a Bowsitos en espanyol) és Bowser en forma d'os. Va aparèixer per primera vegada en New Super Mario Bros. (2006). En aquest joc, quan Bowser va caure a la lava, es va convertir en esquelet, però Bowser Jr. ho va reviure amb una poció. Aquest llança boles de foc blau que han d'esquivar-se, encara que també llança ossos. També apareix en Mario Kart Wii com a personatge jugable secret, torna a aparèixer en Super Mario 3D Land com a cap dels castells dels Mons Especials i en New Super Mario Bros. 2 com a cap del Món Estrella. La seva última aparició fins al moment és en Mario Kart Tour com a personatge controlable.

### Wario
Wario és un dels més grans rivals de Mario. Es caracteritza per ser una persona egoista i manipuladora en contrast a l'heroisme altruista de Mario. Wario faria qualsevol cosa per guanyar diners i posar a Mario en ridícul. Va aparèixer per primera vegada en Super Mario Land 2: 6 Golden Coins (1992) com el vilà principal del joc. Vas veure un overol morat amb una camisa i gorra groga, guants blancs, sabates verdes punxegudes, una gorra groga on hi ha una lletra "W" gravada i és molt obès. Encara que Wario odia intensament a Mario, ocasionalment treballa al costat d'ell en el costat del bé, entre ells es troba el joc Super Mario 64 DS, on els personatges controlables són Yoshi, Mario, Luigi i Wario. Encara que no hi ha cap relació tangible entre Mario i Wario, és obvi que Wario és, d'alguna forma, un "anti-Mario", a més de voltejar la "M" de Mario a "W" de Wario. Pel que sembla té un gust per l'all. És el protagonista del joc Wario World, on havia de travessar 4 nivells per aconseguir els 4 signes daurats per obrir el cofre que té el seu tresor, però abans d'aconseguir-ho ha d'enfrontar-se a diamant morat que posseeix una maledicció de llevar tot tresor, li va llevar el tresor a Wario perquè ell ho tenia tancat com a tresor prohibit amb la maledicció, al final ell triomfa i recupera el seu tresor i el diamant enemic és destruït. També és el protagonista i antiheroi de la sèrie de jocs Wario Land i WarioWare; apareix també en diversos jocs spin-off de Mario, com la sèrie Mario Kart (des de Mario Kart 64), la sèrie Mario Party, etcètera. La seva última aparició fins al moment és en Mario & Sonic at the Olympic Games Tokyo 2020 com a personatge jugable.

### Waluigi
Waluigi és el rival i l'antítesi de Luigi. Vas veure un overol de color negre, una camisa habitada i sabates punxegudes color taronja. La seva gorra és habitada i té gravada una Γ groga, que en realitat és una lletra L a l'inrevés. La seva primera aparició va ser en Mario Tennis (2000) pel Nintendo 64 i des de llavors apareix en altres jocs, com la sèrie Mario Party (des de Mario Party 3), la sèrie Mario Kart (des de Mario Kart: Double Dash!!), també apareix en els jocs Mario Power Tennis, Mario Superstar Baseball, Dance Dance Revolution: Mario Mix, entre uns altres, però mai ha aparegut en jocs de plataforma. Suposadament, Waluigi és el germà menor de Wario, però això mai ha estat confirmat. En Mario Superstar Baseball sembla que Waluigi i Wario són amics d'alguns sequaços de Bowser com Kamek o Boo. Es podria dir que Wario i Waluigi són germans, de la mateixa manera que ho són Mario i Luigi. La seva última aparició fins al moment és en Mario & Sonic at the Olympic Games Tokyo 2020 com a personatge jugable.

### Rei Boo
El Rei Boo és el líder dels Boo i un dels sequaços més forts de Bowser, malgrat no ser un Boo tan gran, posseeix habilitats màgiques que altres Boo no posseeixen com levitar objectes i aparèixer en els llocs on desitgi. Va aparèixer per primera vegada en Luigi's Mansion (2001), com el vilà principal del joc, on atrapa a Mario en un quadre i al final Luigi ho captura amb una aspiradora. Originalment, tenia la llengua blava, ulls vermells que al voltant d'ells estava ombrejat de negre i la seva corona semblava ser un anell amb un enorme robí, encara que posteriorment aquest aspecte canvio pel d'un Boo normal, però una mica més gran i amb una corona daurada, però en Luigi's Mansion: Dark Moon apareix igual que com en la seva primera aparició. També apareix en jocs com Super Mario Sunshine, Mario Kart: Double Dash!!, Mario Superstar Baseball, Mario Kart Wii, Mario Party 8, Mario Super Sluggers, Mario Party 9 i Mario Kart 8 Deluxe. La seva última aparició fins al moment és en Luigi's Mansion 3 com a antagonista de la història.

### Petey Piranha
Petey Piranha (coneguda com a Floro Piraña en castellà) és una planta piranya gegant, el seu cap és gran de color vermell amb pigues blanques i pètals grocs a la seva al voltant, els seus llavis són verds i gruixos, té dues arrels que semblen peus i les seves fulles són braços que usa generalment per volar. La seva primera aparició va ser en Super Mario Sunshine (2002) com a cap de la primera zona i des de llavors ha estat un enemic recurrent en els jocs de Mario. Apareix com a cap en els jocs Super Princess Peach, Mario & Luigi: Partners in Time i New Super Mario Bros. També apareix en diversos jocs esportius de Mario i en Mario Kart: Double Dash!! com a personatge controlable, però en tots necessita ser desbloquejat. També és el primer cap de "Subspace Emmisary" de Super Smash Bros. Brawl. La seva última aparició fins al moment és en Mario Tennis Aces com a cap, també apareix en el joc Super Smash Bros. Ultimate sent el final Smash especial de Planta Piranha.

### Tatanga
Tatanga és l'estrany extraterrestre que va aparèixer en Super Mario Land, com el vilà principal del joc que va segrestar a la Princesa Daisy, i que va reaparèixer en Super Mario Land 2: 6 Golden Coins, on era el cap final de la Zona Espacial. Des de llavors no ha tornat a aparèixer.

### Wart
És un Koopa amb aspecte de granota geganta al·lèrgica a les verdures que exerceix el paper del cap final en Yume Koujou Doki Doki Panic! i Super Mario Bros. 2. És un dels enemics més coneguts de Mario. Ha aparegut també en alguns còmics de la companyia Nintendo.

### MagiKoopa
Una magikoopa,és la principal assistent de Bowser en Paper Mario i Paper Mario: La Porta Mil·lenària. Kammy vas agafar a Bowser quan ell roba Vareta estel·lar i empresona els Esperits estel·lars, i procura en certes ocasions obstaculitzar el progrés de Mario. Al principi de la batalla final de Mario amb Bowser, ella augmenta l'energia de Bowser amb una màquina que ella ha construït, fins a tal punt que l'energia dels Esperits estel·lars no té cap efecte en ell. En Paper Mario: La Porta Mil·lenària té el paper secundari de joc al costat de Bowser. A diferència d'abans, ara té més HP (40 o 50 punts), i els seus encanteris són més poderosos. En batalla, augmenta les característiques de Bowser, sigui atac o HP. Kammy Koopa apareix sempre acompanyant a Bowser (al que anomena Su Vileza) en els nivells en els quals Bowser és manejable. Aquests nivells se solen donar quan se supera un capítol i al seu torn se supera el nivell de Peach.

### Mega Blooper
Mega Blooper (conegut com a Gooper Blooper en anglès) és un enemic amb forma de calamar gegant color blanc, té quatre tentacles molt llargs i una espècie de suro en la boca. La seva primera aparició va ser en Super Mario Sunshine com a cap de la segona zona. Apareix també en un minijoc de Mario Power Tennis, en Super Princess Peach com a cap, en Mario Hoops 3-on-3 com a personatge no jugable i en Mario Super Sluggers en el creuer de Daisy a la nit. Gooper Blooper és el líder dels Bloopers. La seva última aparició fins al moment és en Super Mario Party com a vigilant d'un pont que connecta dues illes en un dels mapes.

### Phantamanta
Aquesta estranya criatura en forma de mantarratlla va aparèixer en Super Mario Sunshine com a cap de l'àrea Sirena Beach ("Platja Sirena") en el primer capítol. Ataca la platja deixant una brutícia elèctrica. Si Mario toca a aquest enemic o la seva brutícia s'electrocutarà i perdrà una barra d'energia. En llançar-li aigua, la mantarratlla es dividirà en dues i si se li llança de nou aigua a alguna d'aquestes divisions es tornarà a dividir en dues i així successivament fins a quedar reduïda a diverses mantarratlles diminutes que explotaran.

### Eely Mouth
Apareix en Super Mario Sunshine com a cap de l'àrea Noki Bay (Bahia Noki). És un monstre marí semblança a una anguila que habita en les profunditats de la badia i que ha contaminat l'aigua amb la seva brutícia bucal. Mario haurà de submergir-se i bussejar fins a arribar al fons on es troba la criatura i netejar-li les seves dents amb l'ajuda de la seva motxilla A.C.O.A. de C. En estar en el profund és alguna cosa descontrolada maniobrar a Mario, per la qual cosa s'haurà d'anar amb compte de no tocar a aquesta criatura o es perdrà una barra d'energia. A més constantment es perdrà una barra d'energia, ja que encara que a Mario se li atorgui un vestit especial, se li acabarà l'oxigen. Per recuperar-ho necessitarà recollir monedes grogues.

### Foreman Spike
És un personatge que va aparèixer en Wrecking Crew per NES i en Wrecking Crew 98 com l'enemic principal que vol destruir tots els edificis més importants del món. Es rumoreja que en la cara de Waluigi hagin estat usades algunes facetes de la cara de Foreman Spike.

### Sir Grodus
Sir Grodus (conegut com a Lord Xenón a Espanya) és el vilà principal del joc Paper Mario: The Thousand-Year Door, on va segrestar a la princesa Peach i els seus plans eren aconseguir els set Cristalls Estel·lars per després reviure a un antic dimoni. El seu exèrcit són els X-Nauts -unes petites criatures que habitaven en la lluna-. També té un ajudant anomenat Lord Crump, qui tenia l'últim cristall estel·lar a la seva base en la lluna, així com comptava amb el Trio de les Ombres -ajudants que només ho estaven enganyant-.

### Reina de les Ombres
La Reina de les Ombres (coneguda com a Shadow Queen en anglès) és la veritable antagonista de Paper Mario: The Thousand-Year Door, un antic dimoni que es troba dins d'un taüt en el més profund del Palau de les Ombres i que va destruir el poble original mil anys enrere. Quan és reviscuda per Sir Grodus, el cel es cobreix en la foscor, presa possessió del cos de la Princesa Peach. Després li llança un llamp a Sir Grodus que gairebé ho mata, solament perquè aquest li va donar una ordre, ja que ella és un esperit indòmit. Convida Mario a ser el seu servent, però ell es nega i comença la batalla, al principi és fàcil combatre-la, però després adquireix la seva veritable forma i es torna invulnerable als atacs. Posteriorment, cadascun dels Cristalls Estel·lars es dirigeixen als llocs on es trobaven atrapats i els habitants d'aquests llocs brinden la seva energia per ajudar a Mario i pugui tornar a lluitar contra la Reina de les Ombres. Al final, Mario la derrota, rescata a Peach i tot torna a la normalitat.

### Count Bleck
És el vilà principal de Super Paper Mario per a la consola Wii. És un personatge turmentat pel seu passat i se serveix del Pronosticus Nigérium per invocar el Cor del Caos i així destruir tots els mons que per ràbia ell tant odia. Els seus lacais són Mimi, McCachos i Dimentio.

### Dimentio
És el veritable antagonista de Super Paper Mario. És un bruixot que serveix al Conde Cenizo, però després ell ho traeix. Va controlar a Luigi i es va combinar amb ell per formar a Super Dimencio.

### Sr. L
Es tracta de Luigi disfressat en Super Paper Mario. Sr. correspon a l'abreviatura de senyor, i L és la primera lletra de Luigi. També és conegut com El Tro Verd, i en anglès es diu Mr. L.

### Smithy
Smithy és el vilà principal del videojoc Super Mario RPG: Legend of the Seven Stars, que té com a pla apoderar-se dels set estels per així crear un món ple d'armes i violència i para això està creant un exèrcit de bilions d'androides i envair el món de Mario.

### Cackletta
La bruixa Cackletta és la vilana principal del joc Mario & Luigi: Superstar Saga para Game Boy Advance. Era una bruixa i el seu objectiu principal era robar la Beanstar per complir tots els seus desitjos. Va haver-hi una part del joc en la qual es va fusionar amb Bowser per així convertir-se en Bowletta. També tenia un ajudant de nom Fawful, qui va tornar a aparèixer en Mario & Luigi: Companys en el Temps. En la versió espanyola, Cackletta va ser anomenada "Bruixota Jí Jí".

### Princesa Shroob
És la vilana principal del joc Mario & Luigi: Partners in Time, la princesa extraterrestre dels Shroobs, criatures d'un altre planeta que van envair el Regne Xampinyó del passat en aquest joc. L'objectiu d'aquesta princesa era també apoderar-se del Regne del present, cosa que Mario i Luigi, juntament amb Baby Mario i Baby Luigi han d'impedir. Curiosament, té una germana bessona, cap final del joc. Són unes criatures habitades, i de forma de xampinyó com els Toads. La Princesa Shroob es va disfressar de Peach i se'n va anar al present mentre la veritable Princesa Peach es quedava tancada en el Castillo Shroob del passat.

### Fawful
És un hechicero maligne que tracta de dominar el Regne Xampinyó. És un personatge molt comú en la sèrie Mario & Luigi. Primer va aparèixer en Mario & Luigi Superstar Saga com a ajudant de Cackletta, després apareix en Mario & Luigi: Partners in Time com un venedor, però reapareix en Mario & Luigi: Bowser's Inside Story com el vilà principal.

### Enemics secundaris

#### Goomba
Goomba és un enemic amb forma de xampinyó que camina lliurement pels jocs de plataforma de Mario, qui els rebenta saltant-los en el cap, la seva pell és color marró i tenen ullals. Va aparèixer per primera vegada en Super Mario Bros. (1985) i des de llavors, és un dels enemics més comuns en els jocs de Mario. També hi ha goomba amb ales anomenats Paragoombas. El líder dels goomba és Koa Koa. Poden aparèixer venint per la pantalla o sortint de les canonades. En alguns jocs també hi ha un Paragoomba que expulsa mini-goomba, els quals es peguen al cos del jugador i l'incapaciten per saltar.

#### Koopa Troopa
Els Koopa Troopa són tortugues evolucionades i ajudants de Bowser, van aparèixer per primera vegada en Super Mario Bros. (1985) i també són dels enemics més comuns. Poden ser de diferents colors, si té closca verda no es deté a la vora d'una plataforma o precipici i el de closca vermella si ho fa (clar en jocs amb moviments 2D com Super Mario Bros). Una diferència entre els goomba i aquests enemics és que als Koopa Troopa, Mario els ha de saltar dues vegades per acabar-los, antigament caminaven en quatre potes, però ara es veuen a dues potes usant sabates i amb polzes oposats. També existeixen Koopa Troopa amb ales denominats Paratroopa, encara que en els jocs clàssics de Mario solament feien salts, en els jocs més moderns es veuen volant sense tocar el sòl a cap moment, però algunes vegades si salten. El seu líder és Bowser (Rei Koopa).

#### Lakitu
Lakitu és una espècie de Koopa amb ulleres que sempre camina muntat sobre un núvol, la seva arma principal és llançar Spinys (tortugues ataronjades amb pues en la closca) i usa una canya de pescar per sostenir coses (càmeres, semàfors, etc). La seva primera aparició va ser en Super Mario Bros. (1985), ja que llançava Spinys i perseguia al jugador la major part del nivell en què d'aquesta com en el 4-1 o el 8-2. Aquest personatge ha aparegut en molts jocs, de vegades com a personatge neutral o com a enemic. El seu líder és el Rei Lakitu de Super Mario Galaxy 2. En Mario Kart 7, per Nintendo 3DS, és un personatge jugable.

#### Bob-omb
Els Bob-omb són bombes errants color negre amb un mecanisme de corda que exploten al cap de pocs segons de ser llançades. Van aparèixer per primera vegada en Super Mario Bros. 2, poden ser recollides i llançades contra enemics abans que explotin. A Super Mario 64, a més dels Bob-omb negres, apareixen Bob-ombs color rosa que són aliats i obren els canons dels nivells. En els jocs de la saga Paper Mario són descrites com a criatures molt temperamentals, la metxa de les quals s'encén en rebre el primer dany i es llancen a explotar contra Mario en cas de sobreviure al primer atac. En la mateixa saga, alguns membres de la raça Bob-omb (Bombette en la primera part i Almirall Bombard en la segona) es converteixen en aliats de Mario (els bons són rosa, els mals negres). El seu líder és el Big Bob-omb de Super Mario 64.

#### Shy Guy
Els Shy Guy són éssers de grandària diminuta, nadius de boscos o selves. Es caracteritzen per tenir una màscara i un vestit de diversos colors (encara que gairebé sempre vermell) que cobreixen tot el seu cos. Van aparèixer per primera vegada en Super Mario Bros. 2 (versió occidental). També en els jocs esportius de Mario, com ara Mario Tennis, Mario Superstar Baseball, etc, en diversos jocs de la sèrie Mario Party, en alguns de la sèrie Mario Kart i en Yoshi's Story. La paraula "Shy Guy" significa en anglès, "tipus tímid"; és per això que oculten la seva cara amb una màscara i parts del seu cos. No parlen però ara si en M&L: Bowser's Inside Story, solament emeten petits murmuris i es comuniquen amb gestos. Són una gran comunitat de Shy Guys, cadascun exerceix una ocupació (hi ha cuiners, doctors, pirates); això es demostra en el quart capítol del joc Paper Mario, on els personatges s'endinsen al territori dels shy-guys. El seu líder és el General Guy de Paper Mario.

#### Boo
Boo és un tipus de fantasma, la seva primera aparició va ser a Super Mario Bros. 3. Té forma rodona i en general és de color blanc, però també hi ha d'altres colors i li té por a la llum. Ha aparegut com a enemic en gairebé tots els jocs de Mario. Una característica essencial d'aquest enemic és que quan ho miren, es queda quiet, es tapa la cara amb les seves mans o es fa invisible, però si no ho estan veient, comença a moure's per atacar al jugador. Els Boo són capaços de travessar qualsevol material sòlid. Al joc Super Mario World apareix una variació de Boo més gran, conegut com a "Big Boo". A Luigi's Mansion apareix el Rei Boo, el qual és el líder de tots els Boo. Encara que Boo és un enemic, ha aparegut com a personatge jugable en diversos jocs esportius de Mario i alguns jocs de Mario Party.

#### Dry Bones
Dry Bones (カロン, Karon; Ossets en català) és la forma esquelet dels Koopa Troopa. Va aparèixer per primera vegada en el joc Super Mario Bros. 3. És un enemic difícil de vèncer, ja que en saltar sobre ells es desarmen, però es reconstrueixen. A més, poden llançar un os per atacar al jugador. En alguns jocs de la saga poden ser derrotats pel foc, el gel, la màgia, les explosions i els martells. en general sempre se'ls veu en castells, masmorres o àrees subterrànies.
A part dels dry bones regulars existeixen altres més grans denominats big bones que van aparèixer per primera vegada en New Super Mario Bros en el qual no poden ser desmantellats simplement saltant sobre ells i cal un moviment especial. En el mateix joc, quan Bowser cau a la lava el seu esquelet torna per seguir lluitant i exhibeix les mateixes característiques que els ossets comuns. Més tard Bowser Jr. ho reviu en llançar els seus ossos en un calder màgic. En el joc Mario Party DS apareix en el tauler de l'Estàtua de Donkey Kong dormint en el seu taüt i a aquell que li desperti li tanca la tapa molt forta enviant-ho molt lluny.
El seu nom japonès, Karon és una referència al barquer de la mitologia grega Caront, encarregat de portar als morts a través del riu Arqueront per arribar a l'inframon.

#### Planta Piranya
La Planta Piranya (Piranha Plant en anglès) és una espècie de planta carnívora que surt d'una canonada gradualment durant un període, la seva primera aparició va ser en Super Mario Bros. (1985) i des de llavors és un enemic comú en els jocs que apareix, de vegades apareix com un obstacle, com en les sèries Mario Kart i Mario Party. Hi ha diversos tipus de plantes piranya, entre elles, una de les més famoses és Petey Piranha.
El perfil i la naturalesa d'una Planta piranya és igual al de la planta carnívora venus atrapamosques, i el color que és primordialment vermell amb llunes blanques, sembla idear-se en el color de l'amanita de les mosques (Amanita Muscaria). La forma de la planta consta d'un cap ovalat connectat a una tija simple de color verd amb fulls al voltant. El "cap" està armat de dents afilades, els que usa per a mossegar qualsevol cosa que se li passi. Al voltant de la seva boca li envolta uns llavis que són de color blanc o verd. Originalment eren de color verd sense llavis. Moltes d'elles viuen als tubs, on Mario no sol ficar-se.

#### Cheep Cheep
Els Cheep Cheep són peixos que salten de l'aigua. Van aparèixer per primera vegada en Super Mario Bros. (1985). N'hi ha de diferents colors i tipus. Els morats persegueixen a Mario sense descans. En alguns jocs apareixen Cheep-Cheep gegants que poden menjar-se al jugador. Aquests enemics en general apareixen en llocs aquàtics, encara que rares vegades apareixen en terra ferma.

#### Magikoopa
És un tipus de Koopa que vas veure un barret de bruixot color blau, una túnica blava, fa servir ullreres i té una vareta màgica per llançar encanteris, de vegades vola sobre una escombra. Va aparèixer per primera vegada a Super Mario World. Alguns Magikoopa també poden vestir de color vermell, verd o groc, però gairebé sempre de color blau. El líder dels Magikoopa és Kamek.

#### Floruga
Floruga (Wiggler en anglès) és una eruga de color groc amb una flor en el cap que en saltar sobre ella, s'enfuria i es torna de color vermell. La seva primera aparició va ser en Super Mario World, com a enemic i des de llavors apareix en diversos jocs de Mario i jocs esportius de Mario (de vegades com a obstacle).

#### Hammer Bros.
Els Hammer Bros. (Germans Martell en català) són un tipus de Koopa amb cascs, que llancen martells per detenir a Mario. La seva primera aparició va ser en Super Mario Bros. (1985) i des de llavors són enemics en diversos jocs i de vegades personatges jugables. Es pot dir que és dels enemics més difícils de vèncer. També existeixen altres variacions, com els Bumerang Bros., (Germans Bumerang. en espanyol) que llancen bumerangs, els Fire Bros. (Germans Foc) que llancen boles de foc, i els Ice Bros. (Germans Gelo.), els qui llancen boles de gel.

#### Roca Picuda
Roca Picuda (Thwomp en anglès) és un bloc de pedra geganta, color gris, amb mirada maligna, dents atapeïdes i envoltat de pues. Va aparèixer per primera vegada en Super Mario Bros. 3. En aquest joc, quan Mario o Luigi s'apropaven molt a Thwomp, aquest últim es deixava caure amb gran força per aixafar-ho(s). cal destacar que en jocs posteriors, Thwomp també es deixa caure al sòl quan un altre jugador aquesta a prop, encara que en alguns jocs, Thwomp s'aixeca i cau al sòl diverses vegades, encara que un jugador no estigui a prop. Aquest enemic també apareix en Super Mario 64, en aquest joc, Thwomp és de color blau i no té pues, a diferència d'altres jocs, on és de color gris i si té pues. També apareix en diversos altres jocs de Mario, (gairebé sempre com a obstacle) com en New Super Mario Bros., Super Mario Galaxy, la sèrie Mario Kart, la sèrie Mario Party, entre d'altres.

#### Blooper
Són uns calamars de color blanc (encara que en la versió Super Mario All-Stars són roses) que van aparèixer per primera vegada en Super Mario Bros., com a enemics i des de llavors apareixen en altres jocs com a enemic o personatge jugable. També apareix a Mario Super Sluggers com a personatge jugable. Curiosament, a Paper Mario: La Porta Mil·lenària hi ha un Blooper marró anomenat "Blooey" que segueix en Luigi fins que el tira a un cràter i des de llavors, Blooey es vol venjar d'ell.

#### Chain Chomp
Chain Chomp és una espècie d'esfera encadenada amb ulls i ullals que borda i sempre intenta atrapar a Mario, ha tingut diverses aparicions com a enemic o obstacle i com a vilà de vegades. La seva primera aparició va ser en Super Mario Bros. 3.

#### Bill Bala
Els Bill Bala (Bullet Bill en anglès) són personatges amb forma de bala i mirada maligna que van aparèixer per primera vegada en Super Mario Bros. Són disparats per canons anomenats Bill Blaster a la vista del jugador o apareixen en certs nivells disparats a distància de forma aleatòria i contínua. En alguns jocs, els Bill Bela poden perseguir al jugador. Apareix en Mario & Sonic at the Olympic Winter Games com a cap de Sky.

#### Banzai Bill
És una variació més gran de Bill Bela, té mirada maligna i un somriure amb ullals. Va aparèixer per primera vegada en Super Mario World.

#### Mega Bullet Bill
És el rei dels Bullet Bills. Però est té un somriure amb les seves dents i el fons de vermell. Són gegants i no persegueixen. Apareix en New Super Mario Bros. Wii.

#### Pokey
Pokey és un enemic amb forma de cactus. Va aparèixer per primera vegada en Super Mario Bros. 2. El seu cos està format per tres, quatre o més segments i poden ser de color groc o verd. És una mica difícil de vèncer, ja que té pues a la seva al voltant, en general apareixen en mons o nivells desèrtics, gairebé sempre com a enemics i algunes vegades com a obstacle.

#### Monty Mole
Monty Mole (Monty, el talp) és un enemic que va aparèixer per primera vegada en Super Mario World. Sol amagar-se sota terra i després sortir per sorpresa, atacant a Mario. També ha aparegut en Super Mario 64, Paper Mario, Super Mario Sunshine i Mario Superstar Baseball; en aquest últim joc és un personatge jugable secret en l'equip de Mario, se'l caracteritza per la seva rapidesa, però no té poder especial.

#### Roco
Roco (Whomp en anglès) és un enemic de pedra geganta amb mirada maligna i de color gris, té forma rectangular, braços, mans i peus, en la seva esquena té una embena adhesiva, la qual cobreix una esquerda (el seu punt feble). Va aparèixer per primera vegada en Super Mario 64. Aquest enemic, igual que Thwomp, s'encarrega de bloquejar el pas a Mario o intentar aixafar-ho simplement caient damunt d'ell. Whomp també apareix en altres jocs, com la sèrie Mario Party, també en New Super Mario Bros..

#### Octoomba
Aquestes criatures semblants als goomba, solament que són polps, apareixen en SMG 1 i 2.
Són púlpits color blau, però també hi ha altres tipus.
- Octoomba (blau)
- Elit octoomba (verda)
- Gray octoomba (o octopus)
- Octoguy (rosa)
- Octoboo (fantasmes)
- King Kaliente (Magmapulpo)
- Prince Pikante (Chiquipulpo)

#### Altres enemics de Mario
Els altres enemics de Mario són:
- Sidestepper
- Bandinero
- Scoopa Troopa
- Electrokoopa
- Shellcreeper
- Skeleton Shellcreeper
- Winged Shellcreeper
- Slipice (Freezie)
- Lakitformer
- Golden Koopa Troopa
- Blue Koopa Troopa
- Yellow Koopa Troopa
- Spiny Koopa Troopa
- Rocky Wrench
- Spike
- Buzzy Beetle
- Spike Top
- Bony Beetle
- Pale Piranha (Piraña Pale)
- Green Piranha Plant (Planta Piraña Verda)
- Sky Blue Piranha Plant (Planta Piraña del Cel Blau)
- Lava Piraña
- Gel Piraña
- Excepte, el Slime
- Boomba Troopa
- Scoopa Koopa
- Thunder Lakitu
- Panser
- Phanto
- Skummyphanto
- Pokey verinós
- Cactupokey
- Boo guy
- Florbaila (Margamola)
- Florbailella (Margaloca)
- Snufit
- Spi guy
- Pokey
- Cheep
- Blurp
- Rip Van Fish
- Skeeter
- Strollin' Stu
- Picocuac (Cataquack)
- Scuttle Bug
- Soarin' Stu
- Snooze-A-Koopa
- Bumerang Bro. (Germà Búmeran)
- Sledge Bro. (Germano Trineu)
- Fire Bro. (Germano Foc)
- Ptooie
- Nipper Plant
- Muncher
- Ice Bro. (Germà Gel)
- Summe Bro. (Germà Summe)
- Bomber Bro. (Germà Bombarder)
- Gloomba
- Pile Driver Micro-Goomba
- Spiny
- Spiny Boo (Ghost Spiny)
- Spiny Cheep-Cheep
- Cheep-Cheep
- Deep-Cheep
- Urchin'
- Putrid Piranha
- Wild Piranha
- Fire Chomp
- Firebar
- Albatoss
- Flurrie
- Mr. Blizzard
- Swooper
- Buster Beetle
- Copter Koopa
- Angle-Poise Lamp (Flexo)
- King Angle-Poise Lamp (Rei Flexo)
- Angle-Poise Lamp's Partners (Companys de Flexo)
- Goombarr
- Paragoomba
- Red Paragoomba
- Boom Beetles
- Blockhopper
- Autobomb
- Ostro
- Hoopstar
- Triclyde
- Mask Koopa
- Mechakoopa
- Per-Mechakoopa
- Chargin' Chuck
- Rex
- Venus Fire Trap
- Venus Ice Trap
- Dark Koopa Troopa
- Fighter Fly
- Blargg
- Magikoopa
- Magithunder
- Koopaleon
- Makoop
- Bully
- Big Bully
- Thwomp
- Boo Diddley
- Blooper Nany
- Fly Guy
- Per-Piranha (Parapiraña)
- Ghost Piranha (Fantasma Piraña)
- Planta Piraña Groga
- Planta de la Batalla (Battleship Plant)
- Eerie
- Fishin' Boo
- Bumerang Boo
- Hammer Boo
- Boo Llançador de Closques de Koopa
- Kritter
- Klaptrap
- Dark Lakitu
- Pipe Lakitu (Lakitubería)
- Sky Blue Spiny
- Parabeetle
- Pansice
- Pansunder
- Stone Spike
- Burning Spike
- Snow Spike
- Pink Boo
- Dark Boo
- Broozer
- Eerie
- Flor Pol·len
- Flor Floor
- Bumpty
- Cooligan
- Amazing Flyin' Hammer Brother (Germano Martell Volador)
- Para Sledge Brother (Germano Trineu Volador)
- Army Hammer Brother
- Thunder Bro. (Germano Tro)
- Bone Bro. (Germano Os)
- Bombshell Bill
- Soldier Bill
- Missile Bill
- Banzai Bill
- Pidgit
- Pidgit Bill
- Trouter
- Tweeter
- Ninji
- Torpede Ted
- Bleep-Cheep
- Squirto Blooper
- Porcupuffer
- Creep-Cheep
- Camo Blooper
- Redloop
- Whomp
- Tox Box
- Parabones
- Grinder
- Ball 'n' Chain
- Big Stelly
- Splunkin
- Pumpkin Plant
- Mr. I
- Chuckya
- Crowber
- Chomp Head
- Red Chomp
- Mountain Bomb
- Toadies
- Amp (Zap)
- Spark
- Tauró
- Foo
- Fwoosh
- Hothead
- Trencat-Discs
- Goombo
- Goombo amb Ales
- Balloomba
- Tanoomba
- Fuzzy
- Ukiki
- Tap-Tap
- Bowser Statue
- Topmaniac (enemie)
- Topmaniac (boss)
- Fiery Dino Piranha
- Icy Dino Piranha
- Dino Piranha
- Peewee Piranha
- Pansora
- Bonetail
- Ratolí Penelopé
- Bandit
- Raven
- Thwimp
- Whimp
- Soldat X (X-Nauts)
- Koopa Paratroopa
- Pawunch
- Angry Sun
- R. O. B.
- Chuckya
- Heave Ho
- Kamella
- Dino Piranya
- Bebè Dino Piranya
- Mummypokey
- Pokey Mummy
- Beezo
- Cobrat
- Clawgrip
- Whale
- Porcupo
- Fryguy
- Mini Fryguy
- Robirdo
- Red Birdo
- Green Birdo
- Mouser
- Cheepskipper
- Mega Goomba
- Spiky Goomba
- Goomboss
- Chill Bully
- Chief Chilly
- Monty Tank
- Pokey Sprout
- Boo guy
- Seedy Pod
- Vine Gaull
- Primareez
- Crystal Bit
- Swoopin' Poink
- Ghost Chomp
- Chain Chomplet
- Mecha Bowser
- Mecha Bowser Jr.
- Bebè Wario
- Bebè Waluigi
- Funky Kong
- Bruixotes (Scoop, Jijí i Bowserette)
- Spark Plug